# 35-о средно училище „Добри Войников“
35 Средно езиково училище „Добри Войников“ e първото съвременно българско училище в София с изучаване на чужди езици. Намира се в квартал Лозенец.
Училището се именува неофициално като „Трета немска“ и „Втора френска езикова гимназия“'. Сред софиянци е известно още и като „бившето руско“ училище.
Минимални балове през годините (прием след 7 клас)
- 2019 година, бал: 492 точки (1 място в София)[4]
- 2018 година, бал: 368 точки (10 място в София)[5]
- 2017 година, бал: 355 точки (10 място в София)[6]
- 2016 година, бал: 29.572. (10 място в София)[7]
- 2015 година, бал: 30.11. (9 място в София)[8]
- 2014 година, бал: 31.664. (8 място в София)[9]
- 2013 година, бал: 31.390. (7 място в София)[10]
- 2012 година, бал: 31.036. (8 място в София)[11]
- 2011 година, бал: 29.642. (8 място в София)[10][12]

## Химн
Училище любимо,

от все сърце поклон!

Ти вдъхна топла обич

към родина и народ

към свободния живот.

Ти ми даде светла вяра

в прогреса на света,

в гибелта на всичко старо

и на новото в моща.

Припев:

Училище любимо,

наш хубав роден дом (2)

Поклон, пред твоето име

от все сърце поклон!
Автор: Александър Шубранов

## История
35-а гимназия с изучаване на руски език се създава през 1950 г. Настанена е първоначално в сградата на 1-во СОУ на ул. „Стара Планина“ № 1. През есента на 1951 г. училището се премества в сградата на 9-о ОУ на ул. Стара планина" № 13. В този период в училището започват да преподават и руски учители. Приемат се ученици от цялата страна, което налага създаването на пансиони към учебното заведение. През 1955 г. се създава английски отдел към училището, който 3 години по-късно се обособява като Първа английска езикова гимназия. През 1963 г. началният и основният курсове на училището се обособяват в руско училище под името 35 Основно училище „Александър Сергеевич Пушкин“ и се преместват на ул. „Преспа“ №3, а горният курс под името 35 Политехническа гимназия с преподаване на руски език „Михаил Иванович Калинин“ се премества в сградата на ул. „Добри Войников“ № 16, където съжителства с 40 ОУ. През 1983 г. те се сливат в 35 ЕСПУ „Михаил Калинин“, а пансионите започват постепенно да се закриват поради разкриването на подобни училища в други градове из България.
Първият директор, назначен с конкурс, е Илия Караилиев, учител по математика и заместник-директор от 1975 г. в училището. За 9 години от неговото управление (1990 – 1998) 35 средно езиково училище претърпява радикални промени. С решение на Колегиума на Министерството на образованието и науката от 26 юли 1991 г. се променят статутът и учебният план. Въвежда се интензивно изучаване на западен език в подготвителен клас и се запазва кандидатстването с конкурсни изпити по български език и математика. През 2003 г. то е прието в групата на т.нар. „немски езикови гимназии“ (91 НЕГ, 73 СОУ ИЧЕ, 35 СОУ ИЧЕ) от германското Министерство на образованието. Вторият чужд език остава руски, като се дава възможност в 10, 11 и 12 клас да се усвоява и трети език. Всичко това възстановява огромния интерес към училището и днес то е сред 10-те най-добри в столицата.
През гимназията са минали 8 министри, 10 академици, над 30 професори, артисти и журналисти. Втората част (новела) от детския телевизионен игрален филм „Деца играят вън“ (1973) е заснет в училището.
Считано от август 2016 година и в приложение на влезлия в сила същия месец закон за предучилищното и училищното образование 35 Средно общообразователно училище „ДОБРИ ВОЙНИКОВ“ се преименува на 35 Средно училище „ДОБРИ ВОЙНИКОВ“. С решение на Столичния общински съвет № 619 от 28 септември 2017 г. училището още веднъж e преименувано на 35 Средно езиково училище „ДОБРИ ВОЙНИКОВ“.

## Обучение
35 СЕУ „Добри Войников“ е с чуждоезиков профил и е специализирано в преподаването на немски и френски език. Учениците от профил „Немски език“ придобиват след успешно положен изпит Немска езикова диплома (Deutsches Sprachdiplom Stufe II). Учениците от профил „Френски език“ могат да получат Френска езикова диплома според изискванията на Европейската езикова рамка след положен изпит.
Училището е базово за руски език и координатор за Западна България. Желаещите ученици се подготвят за полагане на изпит за европейски сертификат за владеене на руски език според изискванията на Европейската езикова рамка.

## Чуждестранен обмен
Гимназията участва активно в осъществяване на културно-езиков обмен с училища от Франция, Русия и Германия. От 1995 г. датира културно-езиковият обмен с колеж „Десе“, гр. Тарб и лицей „Пиер Мендес Франс“, гр. Вик-Бигор, регион Миди–Пирене, Франция. Ежегодно около 30 ученици посещават Франция и придобиват нови знания за езика, културата и бита на страната. През ноември 2006 г. е поставено началото на културно-образователен обмен с връстници от училища № 554 и № 1198 в Москва. Водят се преговори (в последен етап) с гимназия „Изолде Курц“ в Ройтлинген, Германия.

## Възпитаници
- д-р Боряна Аврамова – лекар, хематолог, педиатър, детски онко-хематолог, трансплантолог
- Миролюба Бенатова – журналист
- д-р Димитър Букарев – ортопед и травматолог в СБАЛ Полимед, гр. София
- Юлиан Вергов – актьор
- Гълъб Донев
- Любомир Дреков – кмет на община Лозенец
- Александра Жекова
- Людмила Живкова
- Сергей Игнатов – министър на образованието (от ноември 2009 до януари 2013) в първото правителство на Бойко Борисов
- Йоана Илиева – спортист (фехтовка)
- Коцето Калки – музикант
- Владимир Каролев – икономист
- Георги Коритаров – журналист
- Андрей Луканов – политик, министър-председател на България в две поредни правителства – I и II.
- Георги Манчев (1941 – 1998) – генерал от Държавна сигурност
- Владимир Михайлов – музикант и актьор
- Николай Неновски – икономист, професор, член на Управителния съвет на БНБ (2002 – 2008), понастоящем професор по икономика във Франция
- Владислав Прелезов – журналист
- Алберт Попов – спортист (ски – алпийски дисциплини)
- Любомира Славчева – Мис България 1991
- Георги Слокоски – архитект
- Сергей Станишев – политик, министър-председател в правителство 2005 – 2009, председател на Висшия съвет на Българската социалистическа партия
- Васил Стоев – Ампега – композитор, музикант, продуцент
- Йорданка Фандъкова – кмет на София
- Александър Шурбанов – български учен, писател и преводач на художествена литература